# عكس (يريم)

تعديل مصدري - تعديل

عكس محلة تابعة لقرية يلالة، التابعة لعزلة خودان بمديرية يريم إحدى مديريات محافظة إب في الجمهورية اليمنية.، بلغ تعداد سكانها 87 حسب تعداد اليمن لعام 2004.